# Xã Mayfield, Quận Lapeer, Michigan
Xã Mayfield (tiếng Anh: Mayfield Township) là một xã thuộc quận Lapeer, tiểu bang Michigan, Hoa Kỳ. Năm 2010, dân số của xã này là 7.955 người.